# 小野和子 (東洋史学者)
小野 和子（おの かずこ、1932年(昭和7年) - ）は、日本の東洋史学者、京都橘女子大学名誉教授。専攻は中国近世史・中国近代女性史。

## 来歴
1932年、大阪府生まれ。京都大学文学部を卒業。
その後は、三重大学助教授に就いた。1981年、学位論文『近代中国女性史研究』を京都大学に提出して文学博士号を取得。京都大学人文科学研究所教授。1993年に京都大学でセクシャルハラスメント事件の矢野事件が起こった際には女性教官のまとめ役として動き、矢野暢から名誉棄損で民事訴訟を起こされたが勝訴した。1996年に京都大学人文科学研究所を定年退官し、同研究所名誉所員となった。その後は京都橘女子大学歴史学科教授として教鞭をとった。後に定年退職し、名誉教授。

## 受賞・栄典
- 2000年度アメリカ・アジア学会 (AAS) 特別功労賞を受賞 [3][6]。

## 著作
著書
- 『黄宗羲』人物往来社 中国人物叢書、1967
- 『中国女性史 太平天国から現代まで』平凡社選書、1978
- 『明季党社考 東林党と復社』同朋舎出版 東洋史研究叢刊、1996 [7]

編著
- 『明清時代の政治と社会』京都大学人文科学研究所、1983 [8] NCID BN00842534
- 『京大・矢野事件 キャンパス・セクハラ裁判の問うたもの』編著、インパクト出版会、1998
  - 「矢野事件の裁判を終えて」『女性史学』吹田 : 女性史総合研究会、pp.69-71、1999 NAID 40005041227

共著
- 論文「京都大学最初の中国人留学生－「女性の権利」の訳者馬君武」『京都の女性史』京都橘女子大学女性歴史文化研究所編、思文閣出版、2002 [2][9]

翻訳
- 『世界の名著 64』「矛盾論」（毛沢東）中央公論社、1969
- 梁啓超『清代学術概論 中国のルネッサンス』訳注、平凡社 東洋文庫、1974
- ドロシー・コウ『纏足の靴：小さな足の文化史』小野啓子共訳、平凡社、2005 [10]